# Салон красоты (фильм, 2005)
«Салон красоты» (англ. Beauty Shop) — американский кинофильм 2005 года с Куин Латифой в главной роли. Спин-офф фильмов серии «Парикмахерская». Был выпущен студией Metro-Goldwyn-Mayer 30 марта 2005 года и собрал в прокате более 37 000 000 долларов.

## Сюжет
Джина Норрис — работница салона красоты в Чикаго. Она воспитывает в одиночку дочь Ванессу, учащуюся в одной из престижнейших музыкальных школ города. Босс Джины — Джордж — человек с непростым характером, он ведёт себя со своими подчинёнными слишком надменно и высокомерно, из-за чего весь коллектив относится к нему негативно. Джина же давно мечтает открыть свой собственный салон красоты. Об этом она делится с Линн — своей сотрудницей, которую Джордж поставил как мойщицу волос.
Однажды в ходе ссоры Джины и Джорджа, Норрис решает уволиться. Она твёрдо решает осуществить свою мечту. Но для этого нужны деньги, и Джина обращается в банк. Но вместо желаемого кредита в размере $150 000 Норрис получает всего $30 000. За эту сумму Джина приобретает салон красоты в гетто. Переделав его, она приглашает Линн работать у неё, на что Линн с охотой соглашается, уволившись у Джорджа. Помимо неё, в салоне красоты работают женщины и девушки, до этого работавшие здесь. Но не всех устраивает перспектива Джины, и двое из них уходят. Это, однако, не огорчает Джину. Она называет свой салон «У Джины» и приступает к работе. Параллельно она знакомится с электриком, также работавшим здесь до Джины, и приглашает в салон новых работников.
Постепенно дела салона идут всё лучше, но всё же, не настолько хорошо, как этого бы хотелось Джине. Однажды во время визита в салон клиентки Джины та упоминает про кондиционер для волос, изобретённый самой Джиной. И предлагает попробовать продавать его. Одна из фирм заинтересовывается в этом, однако тут озлобленный Джордж, сетующий на то, что лучшие клиенты его салона теперь посещают Джину, начинает вставлять палки в колёса своей бывшей подчинённой. Он подкупает инспектора по труду, который выписывает Норрис большие штрафы практически ни за что, а однажды, не без участия Джорджа, в салон врываются неизвестные и устраивают настоящий погром.
В итоге Джина, с помощью своих новых знакомых и друзей, приводит свой салон красоты в порядок и процветание и своеобразно мстит этим Джорджу.

## В ролях
- Куин Латифа — Джина Норрис
- Алисия Сильверстоун — Линн
- Энди Макдауэлл — Терри
- Элфри Вудард — мисс Джозефина
- Мина Сувари — Джоан
- Делла Риз — миссис Таунер
- Голден Брукс — Шанель
- Лаура Хэйес — Полетт
- Пейдж Хёрд — Ванесса
- Lil’ JJ — Вилли
- Лизарэй Маккой — Рошель
- Кешиа Найт Пуллиам — Дарнелл
- Шерри Шеперд — Айда
- Кимора Ли Симмонс — Дениз
- Шерил Андервуд — Рита
- Брайс Уилсон — Джеймс
- Кевин Бейкон — Джордж
- Джимон Хонсу — Джо
- Омари Хардвик — Байрон
- Адель Гивенс — диджей Хелен
- Джим Холмс — инспектор Кроуфорд
- Birdman — играет себя
- Нэнси Ленехан — миссис Страггс
- Риган Гомес-Престон — девушка
- Джойфул Дрейк — Мерседес
- Тони Даль — Порше
- Эндрю Левитас — Стейси
- Октавия Спенсер — толстая клиентка
- Уилмер Вальдеррама — Корки

## Приём
Фильм получил смешанные отзывы от критиков. На сайте Rotten Tomatoes рейтинг «свежести» фильма составляет 38 %, на Metacritic — 53 балла из 100.